# Astilbe photeinophylla
Astilbe photeinophylla är en stenbräckeväxtart som beskrevs av Gen-Iti Koidzumi. Astilbe photeinophylla ingår i släktet astilbar, och familjen stenbräckeväxter. Inga underarter finns listade i Catalogue of Life.